# Typhonia aulodoma
Typhonia aulodoma is een vlinder uit de familie zakjesdragers (Psychidae). De wetenschappelijke naam van deze soort is, als Melasina aulodoma, voor het eerst geldig gepubliceerd in 1924 door Edward Meyrick. De combinatie in Typhonia werd in 2011 gemaakt door Sobczyk.

## Type
- type: niet gespecificeerd
- instituut: BMNH, Londen, Engeland
- typelocatie: "Malawi, Fort Johnston"